# Heteromallus notabilis
Heteromallus notabilis är en insektsart som beskrevs av Brunner von Wattenwyl 1888. Heteromallus notabilis ingår i släktet Heteromallus och familjen grottvårtbitare. Inga underarter finns listade i Catalogue of Life.